# Dodecastigma uleanum
Dodecastigma uleanum là một loài thực vật có hoa trong họ Đại kích. Loài này được (Pax & K.Hoffm.) G.L.Webster mô tả khoa học đầu tiên năm 2007.